# Long Lake (Wisconsin)
Long Lake es un lugar designado por el censo ubicado en el condado de Florence en el estado estadounidense de Wisconsin. En el Censo de 2010 tenía una población de 50 habitantes y una densidad poblacional de 73,13 personas por km².

## Geografía
Long Lake se encuentra ubicado en las coordenadas 45°50′35″N 88°40′2″O / 45.84306, -88.66722. Según la Oficina del Censo de los Estados Unidos, Long Lake tiene una superficie total de 0.68 km², de la cual 0.68 km² corresponden a tierra firme y (0%) 0 km² es agua.

## Demografía
Según el censo de 2010, había 50 personas residiendo en Long Lake. La densidad de población era de 73,13 hab./km². De los 50 habitantes, Long Lake estaba compuesto por el 100% blancos, el 0% eran afroamericanos, el 0% eran amerindios, el 0% eran asiáticos, el 0% eran isleños del Pacífico, el 0% eran de otras razas y el 0% pertenecían a dos o más razas. Del total de la población el 0% eran hispanos o latinos de cualquier raza.

## Imagen

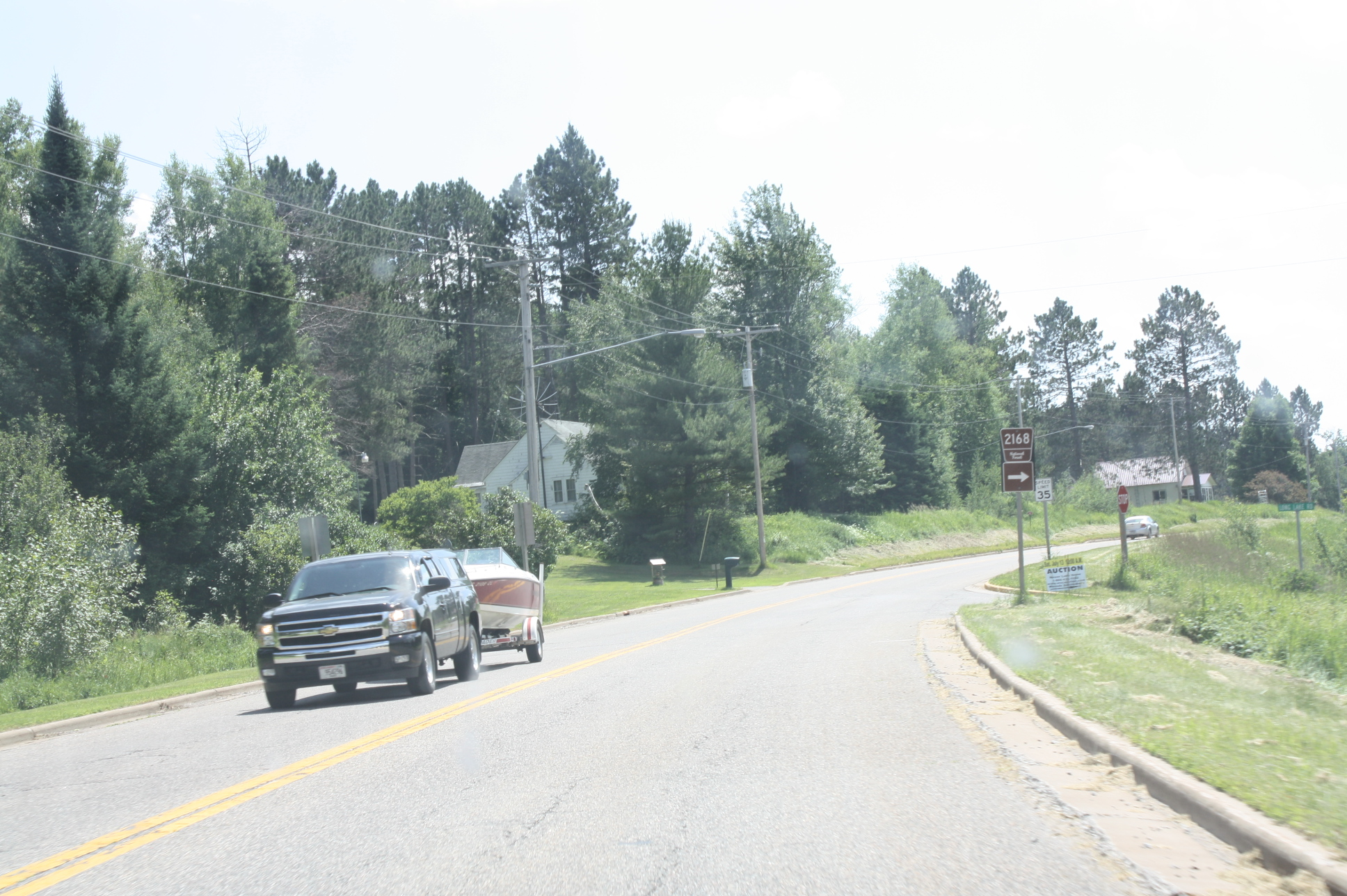
National Forest Road 2168
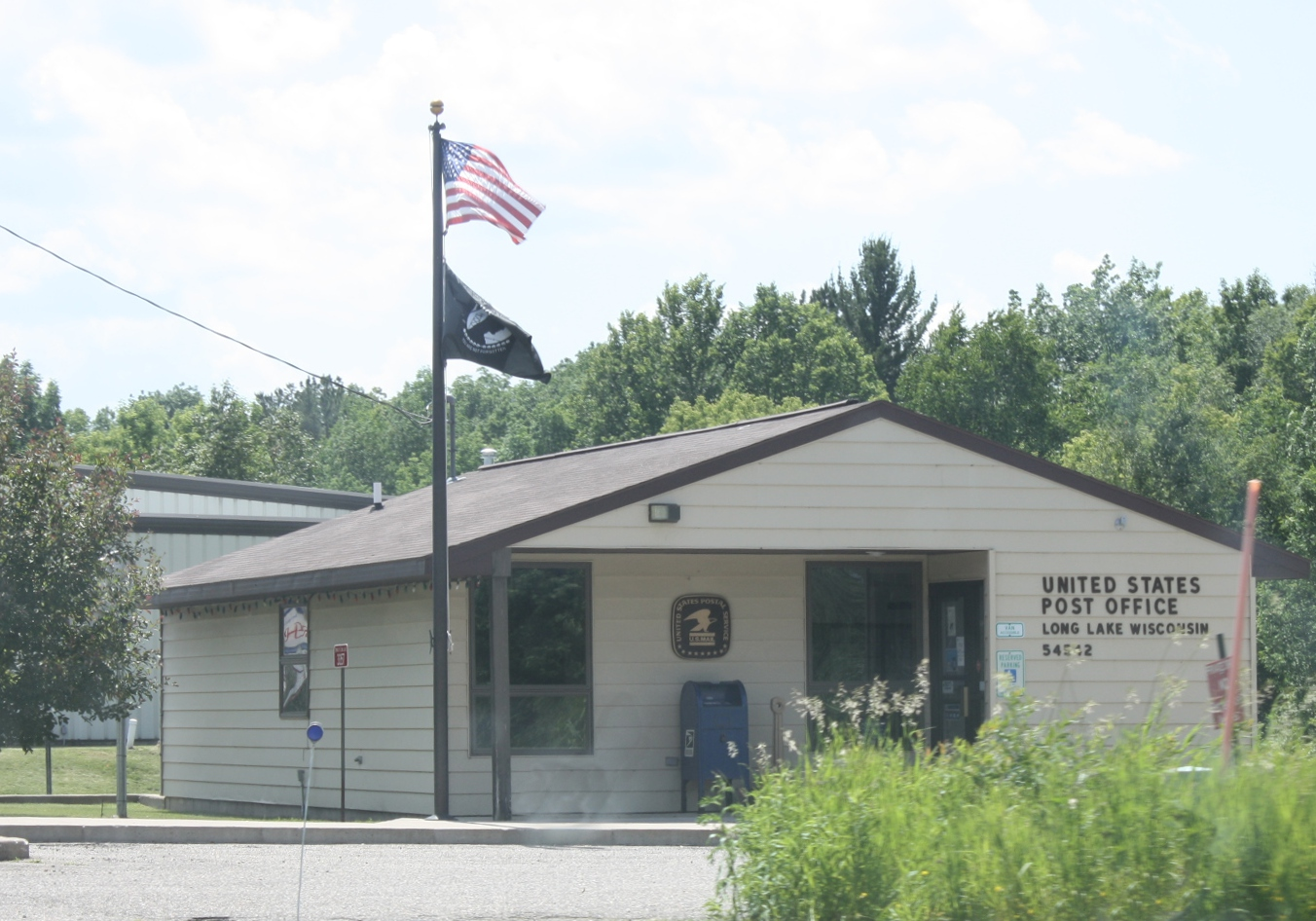
Post office
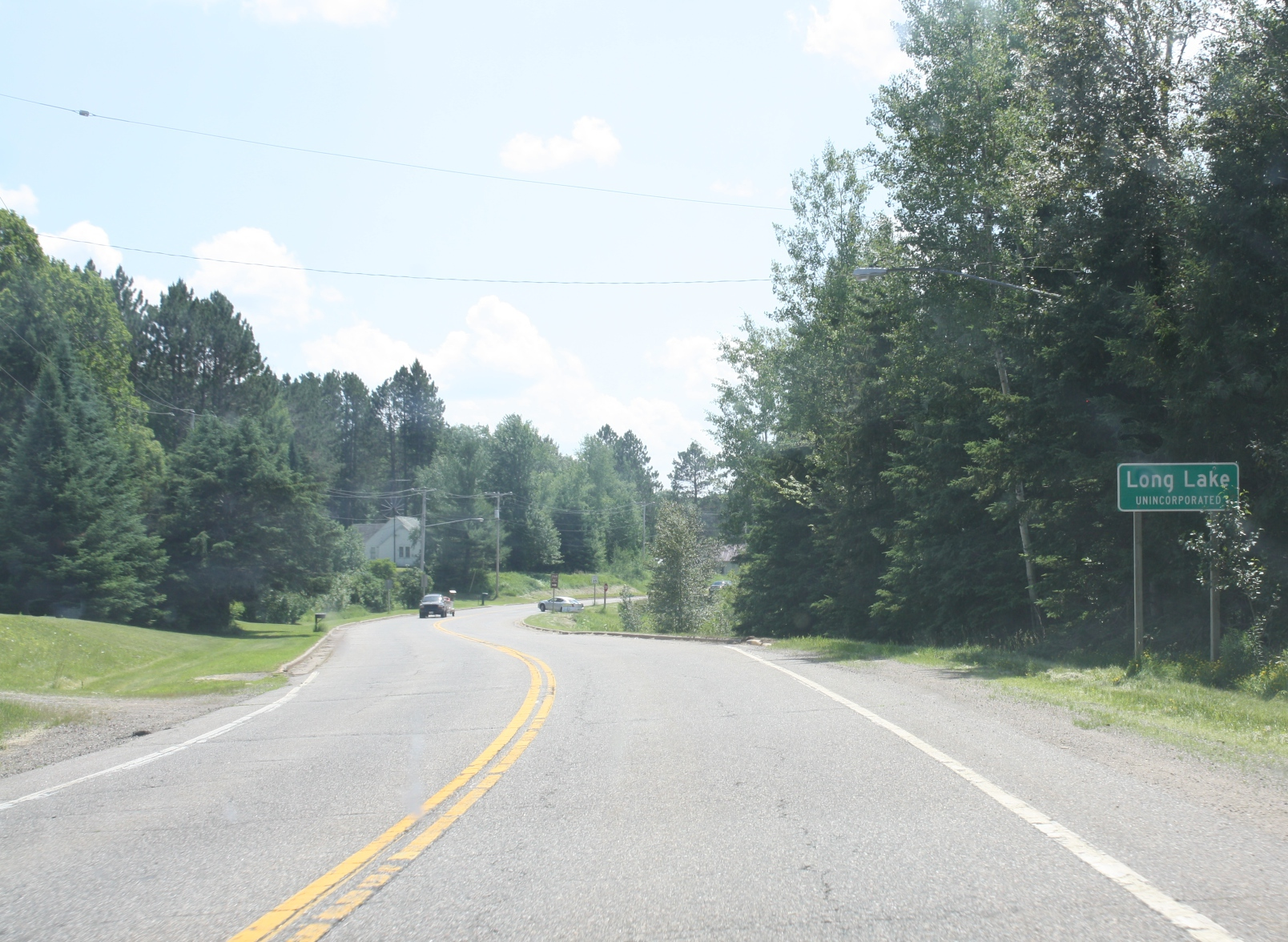
Sign
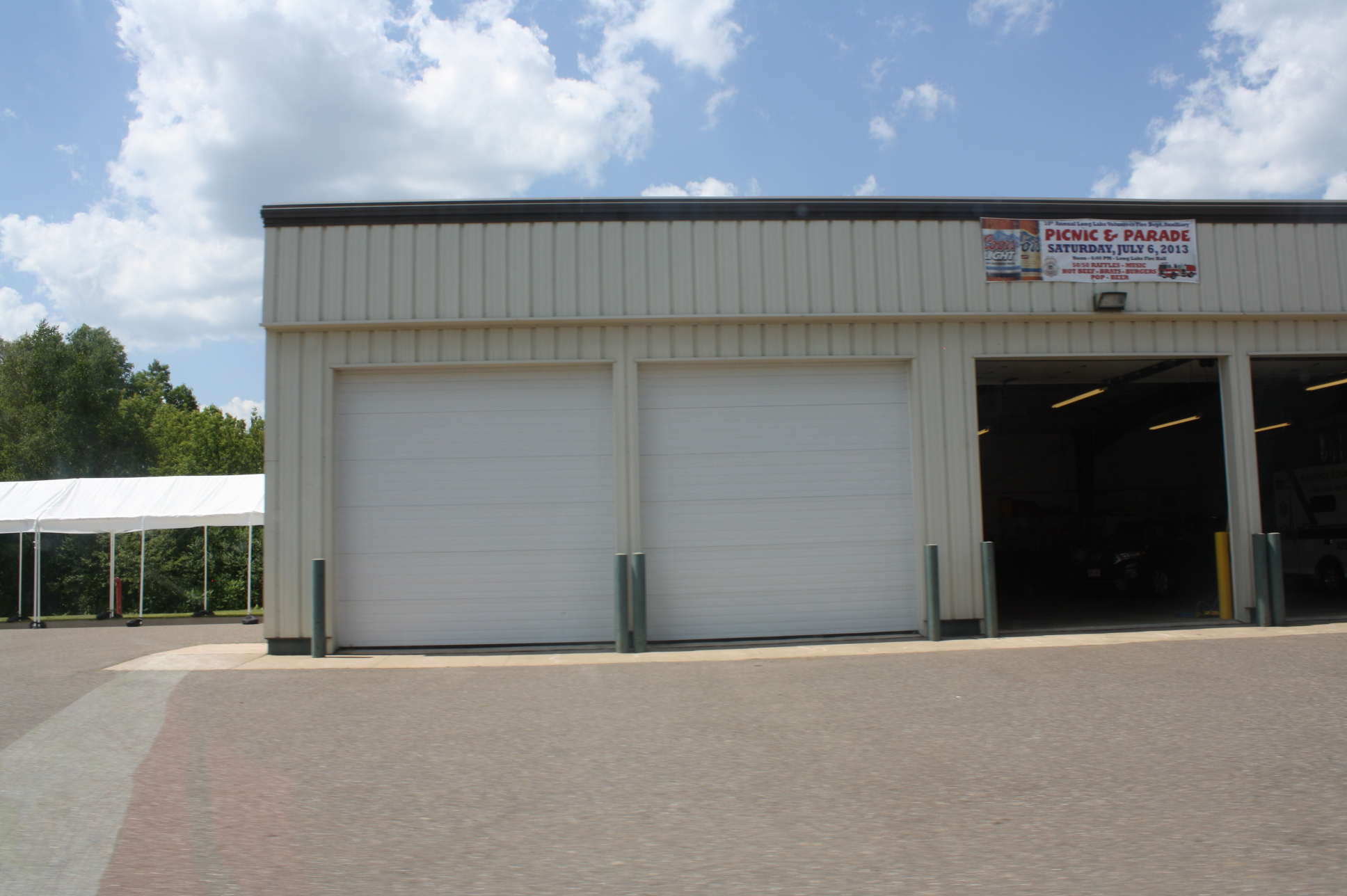
Fire Department